# Hertogdom Nassau

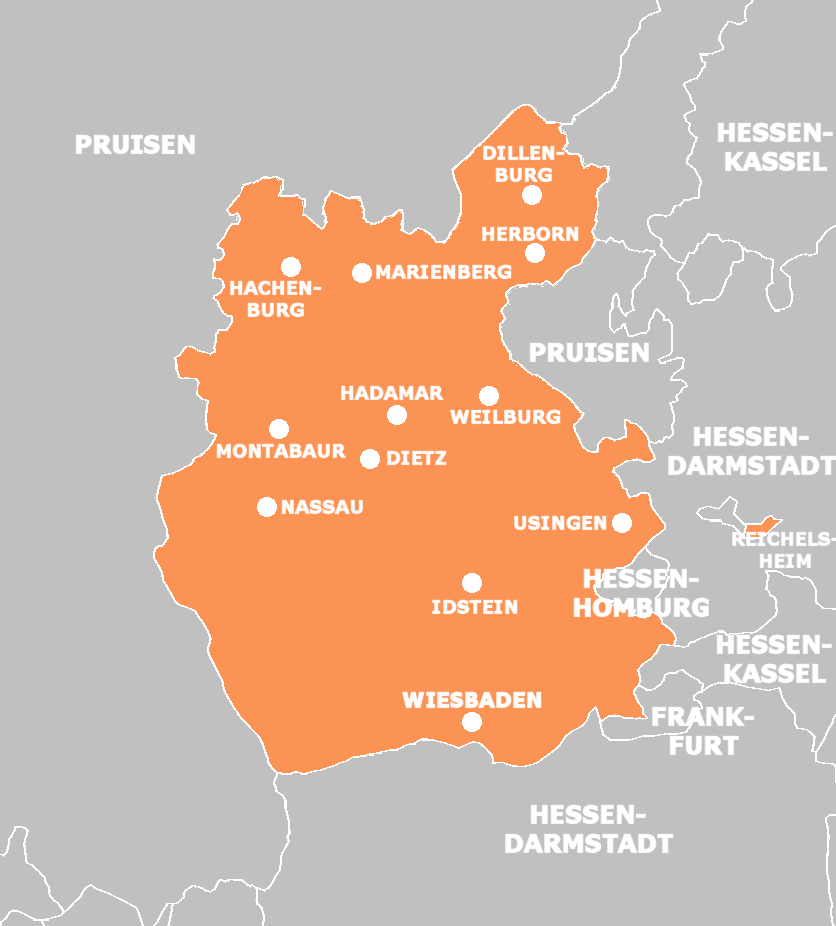
Gedetailleerde kaart van het hertogdom Nassau uit 1848

Het hertogdom Nassau (Duits: Herzogtum Nassau) was een Duitse staat die bestond van 1806 tot 1866. Nassau was van 1806 tot 1813 lid van de Rijnbond, vanaf 1815 behoorde het tot de Duitse Bond. Het land werd geregeerd door de Walramse Linie van het huis Nassau. De hoofdstad was Wiesbaden, het hof was gevestigd in Biebrich.
Nassau lag in het westen van Duitsland, aan de rechterzijde van de Rijn.

## Territorium (ligging)
De grenzen van het hertogdom liepen langs de Main en de Rijn, midden door het land stroomde de Lahn. Het omvatte onder andere de steden Wiesbaden, Montabaur, Hachenburg, Marienberg, Herborn, Dillenburg, Weilburg, Limburg an der Lahn en Dietz. Het land veranderde in zijn korte bestaan verschillende malen van vorm en grootte, en besloeg uiteindelijk circa 4700 km².
Het grensde in 1812 in het noorden aan het groothertogdom Berg, in het oosten via een exclave net aan het koninkrijk Westfalen, maar grotendeels aan het groothertogdom Hessen-Darmstadt. In het zuidoosten grensde de staat aan het groothertogdom Frankfurt, opnieuw aan Hessen-Darmstadt en ten slotte in het zuidwesten en westen aan het Franse Keizerrijk.
Na de Restauratie grensde Nassau in het westen en noorden aan het koninkrijk Pruisen, in het oosten opnieuw aan Pruisen, aan Hessen-Darmstadt, het keurvorstendom Hessen-Kassel en het landgraafschap Hessen-Homburg, in het zuiden opnieuw aan Hessen-Darmstadt.

## Territorium (samenstelling)
In paragraaf 12 van de Reichsdeputationshauptschluss van 25 februari 1803 waren Nassau-Usingen en Nassau-Weilburg schadeloos gesteld voor het verlies van gebied op de linker Rijnoever. Beide vorsten traden op 12 juli 1806 tot de Rijnbond.
De Rijnbondakte van 12 juli 1806 legt het volgende vast.
- Artikel 5: de chef van het huis Nassau voert de titel hertog.
- Artikel 16: de hertog van Nassau staat aan het groothertogdom Berg af de stad Deutz met bijbehorend gebied, de stad en het ambt Königswinter en het ambt Willich.
- Artikel 24: Onder de soevereiniteit van de hertog van Nassau-Usingen en de vorst van Nassau-Weilburg komen de ambten Dierdorf, Altenwied en Neuerburg, het gedeelte van het graafschap Nieder-Isenburg dat Wied-Runkel bezit, de graafschappen Wied-Neuwied en Holzappel, de heerlijkheid Schaumburg, het graafschap Dietz en onderhorigheden, het deel van het dorp Mensfelden dat Nassau-Fulda bezit, het ambt Wehrheim en Burbach, het deel van de heerlijkheid Runkel dat op de linker oever van de Lahn ligt, de rijksridderlijke heerlijkheid Cransberg en de ambten Hohensolms, Braunfels en Greifenstein. Dit is de mediatisering.

## Geschiedenis
De staat werd op 30 augustus 1806 door Napoleon Bonaparte samengesteld uit Nassau-Usingen en Nassau-Weilburg, twee landen die op 17 juli van datzelfde jaar waren toegetreden tot de Rijnbond, en enige gebieden die aan het huis Oranje-Nassau hadden toebehoord. De vorst van Nassau-Usingen, Frederik August, had als hoofd van de oudere linie hierbij de titel van hertog ontvangen en regeerde sinds de vereniging samen met vorst Frederik Willem van Nassau-Weilburg. Beiden hadden hiermee ingestemd. Hierbij ontstond ook een verenigd Nassaus leger, dat vrijelijk ter beschikking van de Franse keizer stond.
Frederik Willem en Frederik August regeerden op progressieve wijze. Zij schaften in 1808 de lijfeigenschap af, voerden in 1810 vrijheid van vestiging in, vaardigden in 1811 een op gelijkheid van heffing gebaseerde belastingwet uit, bepaalden dat alle burgers gelijk waren voor de wet en schonken hun land op 1 en 2 september 1814 als eerste Duitse vorsten een constitutie die voorzag in een landdag. De voormalige Oranje-Nassause bezittingen moesten in 1813 en 1814 weer deels worden afgestaan.
Het hertogdom trad in 1815 toe tot de Duitse Bond. Op 31 mei van dat jaar, op het congres van Wenen werd een verdrag met het koninkrijk Pruisen gesloten, waarin Nassau enige gebieden afstond in ruil voor het voorheen aan Oranje-Nassau toebehorende Dietz, Hadamar, Dillenburg en Beilstein.
Frederik Willem stierf op 9 januari 1816 en werd opgevolgd door zijn zoon Willem. Deze kreeg het hertogdom alleen in handen nadat Frederik August op 24 maart van datzelfde jaar was gestorven zonder zoons na te laten.
Hij raakte met zijn regering onder baron Marschall al snel in conflict over de domeinen, een slepende kwestie die pas in 1837 werd opgelost. Nassau trad op 1 januari 1836 toe tot de Zollverein. Willems opvolger, de op conservatieve wijze regerende Adolf, zag zich in het revolutiejaar 1848 gedwongen een Kamer van Afgevaardigden met algemeen kiesrecht in te voeren. Hij zette zijn regering op meer liberale wijze voort, maar herzag zijn beleid later weer in reactionaire zin. De regering schafte in 1851 de grondrechten af, stelde de grondwet buiten werking en introdudeerde een nieuwe kieswet. In de jaren 1860 wonnen de liberalen aan invloed, maar zij wisten geen veranderingen te bewerkstelligen.
Adolf keerde zich in de Pruisisch-Oostenrijkse Oorlog van 1866 tegen Pruisen, een stap die zijn land fataal werd. Nassau werd door Pruisische troepen bezet en op 8 oktober formeel geannexeerd. Daarna vormde het samen met Hessen-Homburg en Frankfurt am Main het Regierungsbezirk Wiesbaden in de nieuwe Pruisische provincie Hessen-Nassau. Adolf sloot in 1867 een verdrag waardoor hij in ruil voor afstand van zijn aanspraak op Nassau een schadeloosstelling van 15 miljoen gulden ontving.

## Hertogen
| regering  | naam            | geboren   | overleden  | familie             | opmerking                                                       |
| --------- | --------------- | --------- | ---------- | ------------------- | --------------------------------------------------------------- |
| 1806-1816 | Frederik August | 23-4-1738 | 24-3-1816  | zie Nassau-Usingen  |                                                                 |
| 1816-1839 | Willem          | 14-6-1792 | 30-8-1839  | zie Nassau-Weilburg |                                                                 |
| 1839-1866 | Adolf           | 24-7-1817 | 17-11-1905 | zoon                | Laatste hertog van Nassau, sinds 1890 groothertog van Luxemburg |

Anhalt-Bernburg · Anhalt-Dessau · Anhalt-Köthen · Arenberg · Aschaffenburg (tot 1810) · Baden · Berg · Frankfort (sinds 1810) · Hessen-Darmstadt · Hohenzollern-Hechingen · Hohenzollern-Sigmaringen · Isenburg · von der Leyen · Liechtenstein · Lippe · Mecklenburg-Schwerin · Mecklenburg-Strelitz · Nassau · Oldenburg · Regensburg (tot 1810) · Reuss-Ebersdorf · Reuss-Lobenstein · Reuss-Greiz · Reuss-Schleiz · Salm · Schaumburg-Lippe · Schwarzburg-Rudolstadt · Schwarzburg-Sondershausen · Saksen · Saksen-Coburg-Saalfeld · Saksen-Gotha-Altenburg · Saksen-Hildburghausen · Saksen-Meiningen · Saksen-Weimar-Eisenach · Waldeck-Pyrmont · Westfalen · Würzburg
Anhalt (1863-1866) ·
Anhalt-Bernburg (1815-1863) ·
Anhalt-Dessau-Köthen (1853-1863) ·
Anhalt-Dessau (1815-1853) ·
Anhalt-Köthen (1815-1853) ·
Baden · Beieren · Bremen · Brunswijk · Frankfort · Hamburg · Hannover · Hessen-Darmstadt · Hessen-Homburg · Hessen-Kassel · Hohenzollern-Hechingen · Hohenzollern-Sigmaringen · Holstein · Lauenburg · Liechtenstein · Limburg · Lippe · Lübeck · Luxemburg · Mecklenburg-Schwerin · Mecklenburg-Strelitz · Nassau · Oldenburg · Oostenrijk · Pruisen · Reuss jongere linie · Reuss oudere linie · Saksen · Saksen-Altenburg · Saksen-Coburg en Gotha · Saksen-Meiningen ·  Saksen-Weimar-Eisenach · Schaumburg-Lippe · Schwarzburg-Rudolstadt · Schwarzburg-Sondershausen · Waldeck-Pyrmont · Württemberg